# Villa de Aragón (métro de Mexico)
Villa de Aragón est une station de la Ligne B du métro de Mexico, dans la délégation Gustavo A. Madero.

## La station
La station ouverte en 1999, doit son nom à la Colonia Villa de Aragón voisine. Son icône est un groupe de maisons, en référence à la colonie.